# George Mackay Brown
George Mackay Brown, född 17 oktober 1921 i Stromness på Orkneyöarna, Skottland, död 13 april 1996 i samma stad, var en skotsk författare och poet.

## Biografi
George Mackay Browns far, John Brown, var brevbärare i Stromness och uppvuxen på Orkneyöarna. Han arbetade deltid som skräddare. Mackay Browns mor hette Mary Jane Mackay Brown (född Mackay 1891 i byn Braal i norra Skottland) och kom från det skotska fastlandet. De gifte sig den 23 juni 1910. John Brown var då 34 år gammal. Mary Jane Mackay var 19.
George Mackay Brown var yngst av sammanlagt sex syskon. Han hade fyra bröder, Hugh, John, Harold (som avled redan som spädbarn) och Richard, samt en syster, Ruby. Det fanns inte många böcker i George Mackay Browns barndomshem, men hans far lånade ofta hem böcker från biblioteket och läste flitigt.
Vid fem års ålder började Mackay Brown skolan. Skolgången upplevde han inledningsvis som torr och tråkig. Han beskrev senare den första delen av sin skoltid som "ett fängelse". Det enda teoretiska skolämne som intresserade Mackay Brown under den perioden var historia. "Skolans tristess uppvägdes nästan av Wallaces och kung Robert Bruces stora segrar mot Englands samlade ridderskap, som kulminerade i den berömda segern vid Bannockburn 1314", skriver han i sin självbiografi For the Islands I Sing.
Senare började emellertid Mackay Brown uppskatta delar av skolgången. Han stötte på sådant som intresserade honom i latinundervisningen, som han tidigare avskytt, bland annat Julius Caesars redogörelser för sina krig, Titus Livius historieskrivning och delar av Vergilius verk. Efter att vid tolv års ålder ha läst Köpmannen i Venedig i skolan fascinerades Mackay Brown också av Shakespeares skådespel:
| ” | Det var en glädje, och inte en börda, att vara tvungen att ställa sig upp och recitera Shylocks stora monolog 'Signor Antonio, mången gång och ofta...' och Portias 'Barmhärtigheten kan ej tvingas fram...'. Vi fortsatte, under de följande åren, att med stigande förtjusning läsa En midsommarnattsdröm, Julius Caesar, Henrik V, Trettondagsafton, Hamlet, Macbeth och Kung Lear. | „ |

Mackay Brown började tidigt intressera sig för poesi. Sin första dikt – en ballad där han lovsjöng sin hemstad Stromness – skrev han redan som åttaåring. I tonåren upplevde han något som han beskriver som att han ”berusade” sig på poesi:
| ” | Det var orden och ljudet och rytmerna som berusade mig. Jag stannade aldrig upp och frågade mig vad poeterna menade; musiken och ordens dans var hela meningen. | „ |

Som barn tog Mackay Brown starkt intryck av särskilt Shelleys och Keats poesi; senare i livet lärde han sig att även uppskatta tidigare engelska diktare som Dryden, Pope och Thomson, som han förut hade upplevt som tråkiga.
1941 diagnosticerades Mackay Brown med tuberkulos och lades in på ett sanatorium nära Kirkwall i sex månader.

### Diktsamlingar
- The Storm (1954)
- Loaves and Fishes (1959)
- The Year of the Whale (1965)
- Fishermen with Ploughs (1971)
- Poems New and Selected (1971)
- Winterfold (1976)
- Voyages (1983)
- The Wreck of the Archangel (1989)
- Tryst on Egilsay (1989)
- Brodgar Poems (1992)
- Foresterhill (1992)
- Following a Lark (1996)
- Water (1996)
- Travellers: poems (2001)
- Collected Poems (2005)

### Novellsamlingar
- A Calendar of Love (1967). Översatt till svenska av Nils-Lennart Johannesson (Stormväktarna och andra berättelser från Orkneyöarna, LTs förlag 1975)
- A Time to Keep (1969)
- Hawkfall (1974)
- The Sun's Net (1976)
- Andrina and Other Stories (1983)
- The Masked Fisherman and Other Stories (1989)
- The Sea-King's Daughter (1991)
- Winter Tales (1995)
- The Island of the Women and Other Stories (1998)

### Dramatik
- A Spell for Green Corn (1970)
- Three Plays: The Loom of Light, The Well and The Voyage of Saint Brandon (1984)

### Romaner
- Greenvoe (1972). Översatt till svenska av Nils-Lennart Johannesson (Balladen om Greenvoe, LTs förlag 1977)
- Magnus (1973). Översatt till svenska av Erik Carlquist (Magnus: korset och svastikan, Rosengårdens förlag 2006)
- Time in a Red Coat (1984)
- The Golden Bird: Two Orkney Stories (1987)
- Vinland (1992)
- Beside the Ocean of Time (1994)

### Essäsamlingar
- An Orkney Tapestry (1969)
- Letters from Hamnavoe (1975)
- Under Brinkie's Brae (1979)
- Portrait of Orkney (1981)
- Rockpools and Daffodils: An Orcadian Diary, 1979-91 (1992)
- Stained Glass Windows (1998)
- Northern Lights (1999) (innefattar även dikter)
- The First Wash of Spring (2006)

### Barnböcker
- The Two Fiddlers (1974)
- Pictures in the Cave (1977)
- Six Lives of Fankle the Cat (1980)

### Självbiografi
- For the Islands I Sing: An Autobiography (1997)